# The Summit (Hong Kong)
The Summit (Chino: 御峰) es un rascacielos de uso residencial situado en Happy Valley, Hong Kong. Es uno de los edificios residenciales más altos de la ciudad con 220 metros (722 pies) de altura y 65 plantas. La construcción del edificio comenzó en 1999 y éste abrió en 2001. Highcliff, otro rascacielos, se erige a la derecha de este edificio.
Debido al efecto visual producido por su proximidad a Highcliff, otro rascacielos muy delgado como The Summit, los dos en conjunto son llamados "Los Palillos".

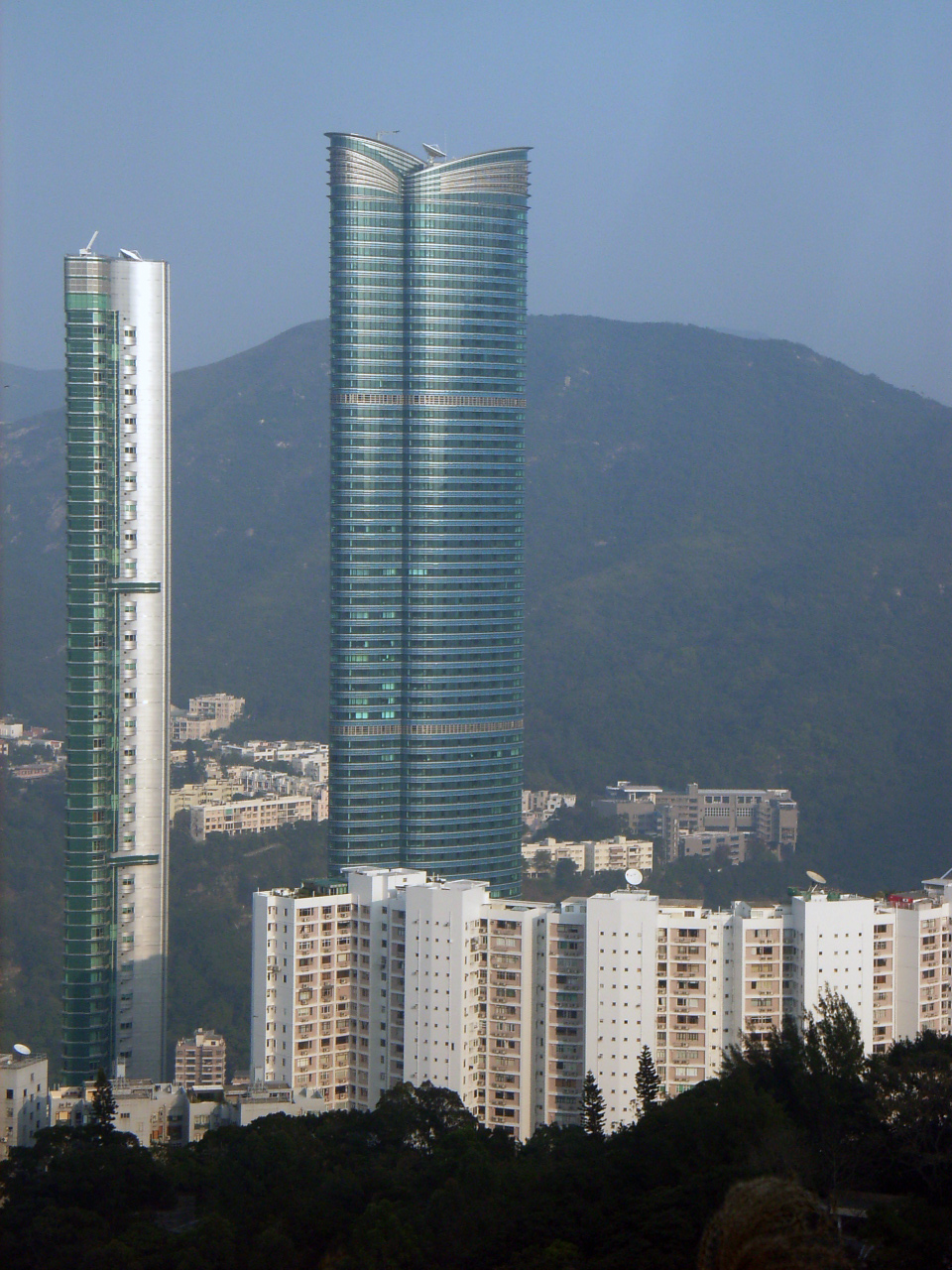
Vista de The Summit (izquierda) y Highcliff (derecha), conocidos popularmente como "los Palillos"